# Битва при Монтеш-Кларуші (1665)
Би́тва при Мо́нтеш-Кла́руші (порт. Batalha de Montes Claros) — битва, що відбулася 17 червня 1665 року в місцевості Монтеш-Кларуш («Ясні Гори»), біля португальського містечка Віла-Вісоза, між португальськими та іспанськими військами. Фінальна битва Реставраційної війни. Португальськими силами командував маркіз Антоніу Луїш де Мінезіш, іспанськими — маркіз Луїс де Бенавідес-Каррільо. Португальці займали оборонну позицію і мали незначну перевагу в артилерії; іспанці ж переважали чисельно, мали добру кінноту та наступальну ініціативу. Бої велися у вузькому місці, між горами і лісом, що зводило нанівець плюси нападників. Іспанська кавалерія за підтримки артилерії та інфантерії тричі безуспішно намагалася прорвати ряди португальської піхоти. Долю бою вирішив удар португальської кінноти по лівому флангу виснажених іспанців. Поспішний відступ останніх перетворився на втечу, в ході якої португальцям дісталася уся артилерія противника та багато полонених. Після болісної поразки іспанці облишили плани підкорення Португалії та визнали її незалежність на умовах Лісабонського миру (1668). Битва є однією з найбільших звитяг у воєнній історії Португалії. Інша назва — би́тва при Ві́ла-Вісо́зі (ісп. Batalla de Villaviciosa).

## Передумови
1665 року йшов 25 рік Реставраційної війни за незалежність Португальського королівства від Іспанії. Іспанський король Філіпп IV, що вважався легітимним монархом Португалії за умовами Іберійської унії, був рішуче налаштований розбити португальських самостійників. Після розгромної південної кампанії 1662 року, кульмінацією якої стала битва при Амейшіалі, іспанський двір вирішив завершити війну силою зброї. Іспанці вважали, що Португалію можна підкорити або взяттям основних португальських міст, або повним знищенням португальської армії. Нове вторгнення до Португалії доручили ветерану італійських та голландських каманій, сараценському маркізу Луїсу де Бенавідесу-Каррільо. Він обійняв одразу дві посади — польового головнокомандувача та військового губернатора. Бенавідес-Каррільо планував завершити війну взяттям Лісабону, португальської столиці. Для цього він планував захопити Вілу-Вісозу та Сетубал. Бенавідес-Каррільо хотів розпочати вторгнення із великим військом, що численно переважало португальські сили. Але через хворобу короля Філіпа іспанський уряд наказав йому негайно починати кампанію, оскільки боявся, що смерть короля посилить закордонну підтримку Португалії. Іспанія також переживала фінансові труднощі, тому двір боявся, що армія розпуститься, якщо воєнні дії триватимуть довго.
Португальці добре приготувалися до іспанської інвазії. Вони перекинули 3500 вояків (три четвертих — піхота) з провінції Трансмонтана до провінції Алентежу, де очікувався напад. Ще 7800 солдатів прийшли з Лісабону під командуванням маріалавського маркіза Антоніу Луїша де Мінезіша, який розбив іспанців у битві при Елвашських лініях 6 років тому. Крім цього португальська армія була підсилена 2300 вояками (300 кінноти і 2000 піхоти) Сімана де Вашконселуша, 2000 вояками (500 кінноти і 1500 піхоти) Педру де Магалянеша, а також 2-тисячним контингентом британських найманців-ветеранів, якими керував Фрідріх фон Шомберг. Загальна чисельність португальської армії становила 20 тисяч вояків (5000 кінноти, 15000 піхоти, 20 гармат). Португальський генерал Мінезіш був досвідченим воєначальником, що успішно охороняв державний кордон понад 20 років. Після перемоги при Амейшіалі він знав, що іспанці матимуть проблеми з логістикою під час вторгнення до його країни, тому підсилив гарнізони прикордонних Елваша і Кампу-Майор, аби змусити противника якомога довше перебувати на окраїнах. Португальська сторона планувала виграти час, бо також знала про слабке здоров'я іспанського короля, яке спонукало іспанців до швидкого наступу.
25 травня 1665 року 22,6-тисячна іспанська армія (7600 кінноти, 15000 піхоти, 14 гармат і 2 мортири) під командуванням Бенавідес-Каррільо рушила на Португалію. Вона без опору здобула містечко Борба, оскільки його передчасно покинули португальці. Після цього Бенавідес-Каррільо обложив Вілу-Вісозу, яке було добре захищене й чинило опір нападникам. Португальці намагалися як найдовше затримувати іспанців на кордоні, в тилах, сподіваючись, що це виснажить противника й зменшить його військо. Одночасно Мінезіш планував затягнути іспанську армію на вигідне для нього поле бою й завдати їй болісної поразки. Основні португальські сили рушили до Віли-Вісози, але спинилися в Монтеш-Кларуші, напівдороги між Вілою-Вісозою та Ештремошем.
Тим часом армія Бенавідеса-Каррільо, яка тримала в облозі Вілу-Вісозу, танула від виснаження. В червні португальська міліція завдала серйозної шкоди іспанським лініям постачання. Місто не здавалося, хоча іспанський уряд вимагав результативних дій. Бенавідес-Каррільо продовжував виношувати план захоплення Лісабона, проте коли дізнався, що Мінезіш із меншими португальськими силами просувається з Ештремоша, то вирішив дати йому бій.

## Битва

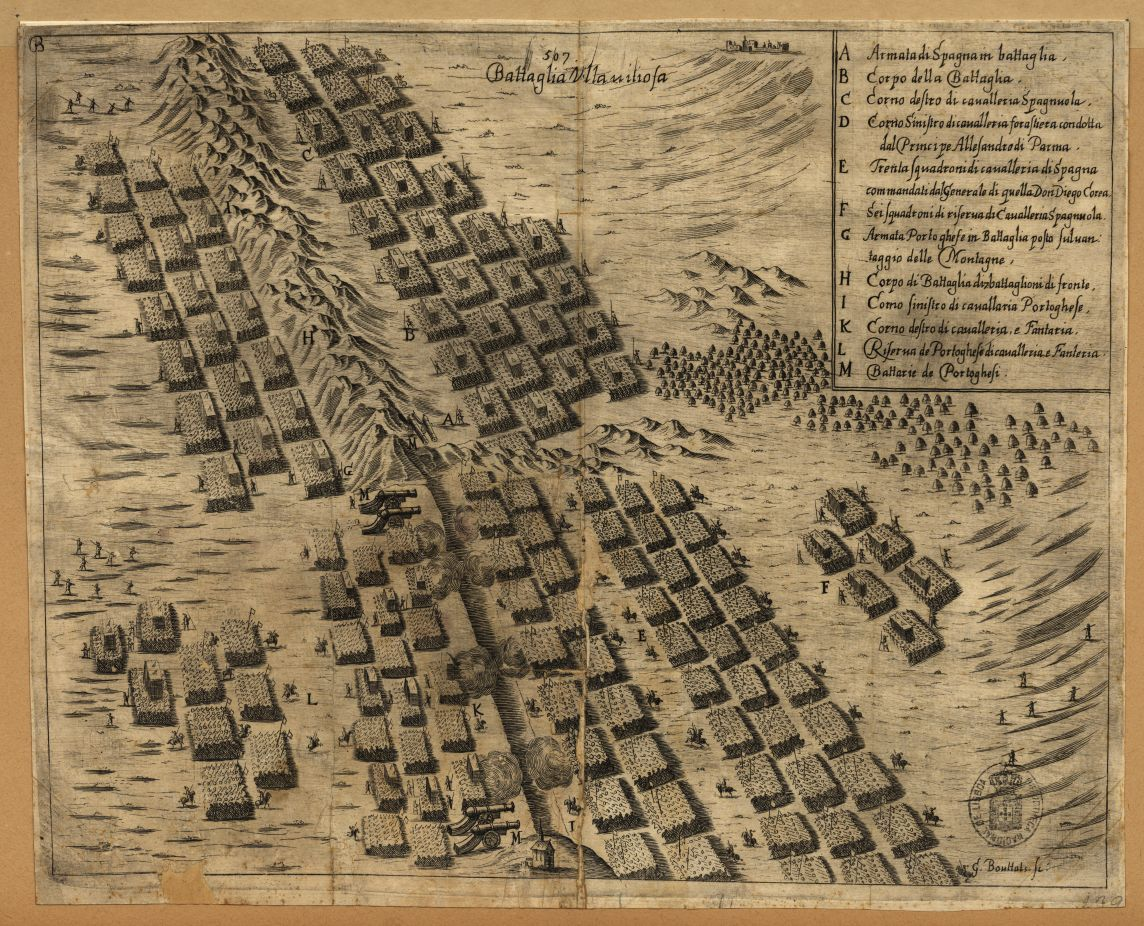
Тогочасна італійська гравюра з планом битви.

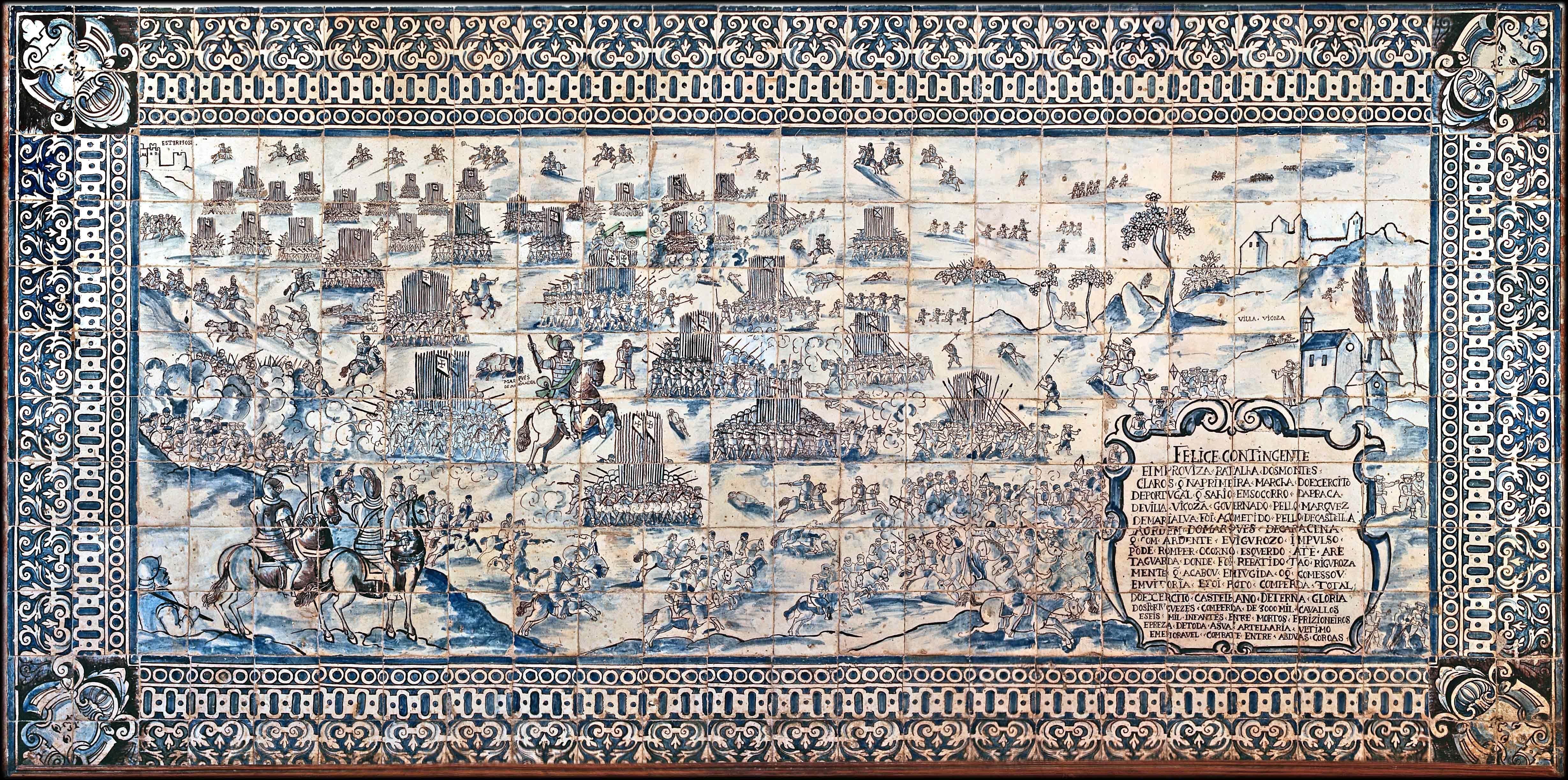
Битва при Монтеш-Кларуші (ХVII ст., Палац Фронтейри, Лісабон)

Мінезіш вишукував свою армію в оборонній формації, на вузькому проміжку від південного кінця довгого гірського пасма, до густого лісу та пагобів. Захищаючи простір між пасмом і лісом, він планував обмежити кількість ворожив підрозділів, що могли одночасно битися з його військами, і таким чином звести нанівець чисельну перевагу іспанців. Мінезіш поставив двома лініям у проміжку свою важку піхоту, зібрану з ветеранів та найманців під командуванням Фрідріха фон Шомберга, й наказав португальській артилерії підтримувати її. Решта португальських сил стояли в резерві. Вони отримали наказ запобігати іспанським спробам прорватися через пасмо.
Бенавідес-Каррільо добре розвідав оборонні позиції португальців і зібрав свою кінноту та гармати атакувати прогалину між пасмом і лісом.
17 червня 1665 року битву почала іспанська артилерія. Вона заходилася стріляти по португальській важкій піхоті, намагаючись створити прориви в першій лінії. Після цього в атаку пішла іспанська кавалерія, яка обернула на втечу частину підрозділів противника. Португальська піхота відбивалася у квадратних шикуваннях (баталіях), що робило її вразливою для іспанських гармат. Одночасно, артилерія португальців безперервно стріляла шрапнеллю по кінноті нападників, завдаючи їм великих втрат. В результаті перший натиск іспанців захлинувся. Мінезіш нашвидкуруч перегрупував першу лінію. Коли від іспанського ядра загинув командувач другої лінії Франсішку да Сілва-Мора, португальський головнокомандувач особисто очолив її.
Друга атака іспанської кінноти та артилерії знову спричинила багато жертв серед першої лінії піхотинців. Проте португальські гармати змусили відступити ворожих кавалеристів, не давши їм змоги прорватися до другої лінії.
Тоді Бенавідес-Каррільо віддав наказ кавалерії й піхоті йти у третій масований наступ на португальські оборонні позиції. Битва розгорілася знову, боротьба йшла із неймовірним завзяттям з обох сторін. Фредеріх фон Шонберг втратив свого коня і ледь не потрапив до іспанського полону. Португальці невпинно стріляли гарматами по іспанцям, в той час як іспанські артилеристи невдовзі зупинили вогонь, щоб не влучити у своїх солдатів. Третя атака іспанців захлинулася так само як перші дві. Піхотинці й кіннотники Бенавідеса-Каррільо були змушені битися в тісних рядах, що робило її легкою мішенню для португальців. Іспанська кавалерія втратила у цьому натиску 1200 вояків убитими.
Португальські резерви залишалися цілими, в той час як іспанські сили, що зазнали великих втрат, особливо в кінноті, на яку покладали сподівання, стали втрачати надію на перемогу. Не змігши пробити оборону Мінезіша, іспанський полководець Бенавідес-Каррільо почав повільно відступати на північ. Тоді, після 7-годинного запеклого бою, португальці розпочали контратаку. Їхня кавалерія, що лишалася до цього незадіяною, пішла у наступ й вдарила у лівий фланг іспанської армії. Це спричинило її розвал. Бенавідес-Каррільо утік до Журомені, а звідти — до Бадахоса. Іспанці почали безладно відступати за ним, кинувши усю свою артилерію, убитих і поранених. У наступних днях після битви португальці продовжували вимотувати відступаючих іспанців, завдаючи їм великих втрат.

## Наслідки

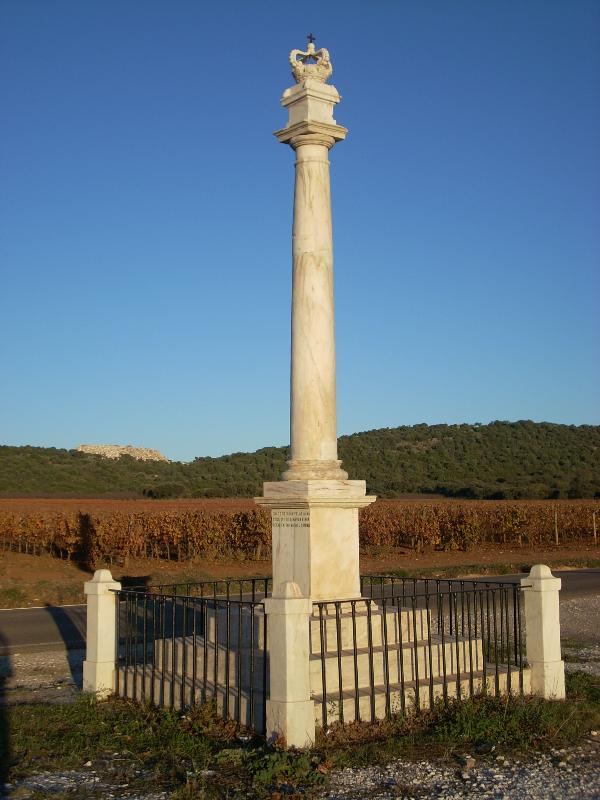
Пам'ятний знак на честь битви.

Після битви португальці захопили багато іспанської зброї. Вони взяли у полон 6 тисяч солдатів противника і, зокрема, 8 іспанських генералів. У битві загинули 700 португальських вояків і 2000 поранених. Іспанці ж втратили убитими до 4 тисяч осіб.
Битва при Монтеш-Кларуші була останньою великою битвою Реставраційної війни. Перемога португальців забезпечила їхній батьківщині незалежність. Іспанія, що зазнала поразки, була змушена відмовитися від воєнного вирішення португальського питання й ще три роки зволікала з підписанням миру. 1668 року обидві сторони уклали Лісабонський договір, що поклав край війні. Іберійська унія скасовувалася, а королівство Португалія, очолюване Браганською династією, визнавалося самостійним.